# Bagratidi
I Bagratidi (in armeno Բագրատունի?) o in alternativa Pakradouni dinastia reale di Armenia, fu una famiglia reale i cui rami formalmente governarono molte comunità politiche regionali, incluse i territori del Regno di Armenia di Sper, attualmente Ispir, nella provincia di Tayk, Bagrevand nella provincia di Ayrarat, Ani nella provincia di Ayrarat, Tashir-Dzoraget, la provincia di Artsakh, attualmente nota anche come Karabakh o Nagorno-Karabakh, la provincia di Syunik, la provincia di Vaspurakan, Kars Vanand, i territori dei Mamikoni di Taron, la provincia di Korduq-Tmoriq, nota anche come Corduene, e il Regno armeno di Cilicia.

## Storia antica
La famiglia Bagratuni è citata per la prima volta come Nakhararq, membri della nobiltà ereditaria dell'Armenia. I loro possedimenti erano concentrati nella regione di Sper, nella valle di Chorokhi. Negli anni 288-301, il principe Bagratide Simbacio detenne i titoli ereditari armeni di Aspet, che significa Dominatore del Cavallo, e T'agatir, che significa Incoronante del Re.
Secondo il principe Cyril Toumanoff, il primo principe Bagratide fu citato nelle cronache nel 314. Nell'VIII secolo, un altro principe Bagratide (anch'egli chiamato Simbacio) si rivoltò contro il Califfato arabo. La rivolta fu stroncata, ma ebbe un successo tale da gettare le basi per l'indipendenza di Georgia e Armenia.
Di sicuro, generazione dopo generazione, la storia della famiglia inizia solamente nell'VIII secolo. 
I Bagratidi successivi rivendicavano anche la discendenza dal re Davide della Bibbia ebraica. Gli studiosi contemporanei non danno alcun credito a questa rivendicazione, ma all'epoca era accettata, garantendo prestigio alla famiglia. La loro pretesa, sebbene priva di un collegamento continuo tra gli eventi, faceva perno su un certo Simbacio, ritenuto l'antenato della famiglia dei Bagratidi (Bagratuni) degli stati caucasici: "un fatto insolito avvenne durante l'amministrazione del IV governatore di Giuda (un ufficiale babilonese di cui non si è tramandato il nome), iniziata nel 582 a.C., quando il Re Hratchea di Armenia, in visita al sovrano babilonese, alla cui corte era giunto per tributare i suoi onori in qualità di suo vassallo, per ragioni sconosciute a tutti tranne a sé stesso, domandò di un certo principe giudeo prigioniero di nome Simbacio affinché potesse tornare con lui in Armenia. Egli lo accompagnò nel ritorno in Armenia. Lo fece e il Re Hratchea di Armenia gli assegnò una rendita e un possedimento a Sper".

## I Bagratuni in Armenia

I regni feudali armeni, 1000 d.C.

I principi Bagratuni di Armenia sono noti a partire dal I secolo a.C., quando servivano sotto la dinastia Artasside. A differenza della maggior parte delle famiglie nobili dell'Armenia, come i Mamiconi, che possedevano un territorio unificato, essi dominavano solamente su strisce di territorio. Questi sono i primi principi Bagratidi in Armenia prima dell'istituzione del regno, come riportato dall'Unione dei Nobili Armeni.
Asocio I fu il primo re bagratide, il fondatore della dinastia reale. Fu riconosciuto come Principe dei Principi dalla corte di Baghdad nell'861, cosa che provocò la guerra con gli emiri arabi locali. Asocio vinse la guerra e fu riconosciuto Re degli Armeni da Baghdad nell'885. Il riconoscimento da parte di Costantinopoli seguì nell'886. In uno sforzo di unificare la nazione armena sotto un'unica bandiera, i Bagratidi soggiogarono altre famiglie nobili armene per mezzo di conquiste e fragili alleanze matrimoniali. Accadde comunque che alcune famiglie nobili, come gli Artsruni e gli Siuni si separassero dall'autorità centrale bagratide.
Asocio III il Misericordioso trasferì la capitale nella città di Ani, ora famosa per le sue rovine. Mantennero il potere giocando sulla rivalità tra l'Impero Bizantino e gli Arabi.
Essi assunsero il titolo di influenza persiana "Re dei Re" sia in Armenia sia in Georgia. Da notare che, in alcune chiese di Ani, ci sono iscrizioni che citano i re armeni come Shahanshah degli Armeni e dei Georgiani. 
Comunque, a partire dal X secolo, i Bagratidi si divisero in rami separati, frazionando il regno unificato, in un'epoca in cui l'unità sarebbe stata necessaria per far fronte alla pressione di Selgiuchidi e Bizantini. Il ruolo del ramo di Ani terminò nel 1045 con la conquista della città da parte dei Bizantini.
Il ramo di Kars resistette fino al 1064. I Bagratidi che sopravvissero più a lungo furono quelli della regione armena occupata dal Principato di Lori (Tashir-Dzoraget); questi furono gli unici re bagratidi armeni a coniare monete. 
Si ritiene che anche la dinastia che governò la Cilicia armena fosse un ramo dei Bagratidi, che successivamente prese possesso del trono del Regno armeno in Cilicia. 
Il fondatore, Rupeno I, era in qualche modo imparentato con il re esule Cacicio II. Era probabilmente o un membro più giovane della famiglia oppure un parente. 
Asocio, figlio di Giovanni (a sua volta figlio di Cacicio II), fu in seguito Governatore di Ani sotto la dinastia Shaddadide.

## Elenco dei sovrani Bagratuni

### Signori di Sper
Signori di Sper (Shirak, Ayrarat) e aspetti ereditari dell'Armenia. Capitale: Daroynq
- Yenanos (circa 30 a.C.)
- Bagarat
- Smbat (circa 220–250 d.C.)
- Trdat, figlio (circa 250-270)
- Bagrat, figlio (circa 270-290)
- Smbat, figlio (circa 290-320)
- Bagrat, figlio (circa 320-350)
- Smbat, figlio (circa 350-380)
- Sahak, brother (circa 380-386)
- Hamazasp, figlio (circa 386-410)
- Dirots, figlio (circa 410-460)
- Sahak, figlio (circa 460-483)
- Smbat, figlio (circa 483-510)
- ..., figlio (circa 510-540)
- ..., figlio (circa 540-580)
- Smbat il Vittorioso, figlio (circa 580-617, Marzban di Gurgan circa 600-608, Marzban di Armenia 610-613)
- Varaz-Tirots, figlio (617-628, Marzban 628-635, morto 643)
- Varaz-Sahak, nipote (628–646)
- Smbat, figlio (646–672)
- Ashot, figlio (672–689)
- Smbat Byuratian, figlio (689–726, ishxan 691–711)
- Ashot il Cieco, figlio (726–748, ishxan 732–748, morto 762)
- Sahak VII Bagratuni fratello (748–771, ishxan 755–761)
- Smbat, figlio di Ashot il Cieco (771–775, ishxan 761–775)
- Ashot, figlio di Sahak (775–782)
- Smbat, figlio (782–804, ishxan 785–804)
- Ashot IV Msaker, figlio (804–824)
- Smbat Xostovanogh (Confessore), figlio (824–855)
- Ashot I (V), figlio (855–886, negli anni 886–890 re di Armenia)

### Re di Ani
- Come Re di Armenia da Abas I, 928.

### Re di Armenia
- Ashot I (V) il Grande, 885-890
- Smbat I (IX) il Martire (figlio), 890-914
- Ashot II (VI) il Ferreo (figlio), Re dei Re, 914-928
- Abas I (fratello), 928-952
- Ashot III (VII) il Pacifico (figlio), 952-977
- Smbat II (X) il Conquistatore (figlio), 977-989
- Gagik I (fratello), 989-1020
- Hovhannes I - Smbat III (XI) (figlio), 1020–1041
- Ashot IV Qadj (VIII) il Valoroso (fratello), 1021–1039
- Gagik II (figlio), 1042-1045 (cedette l'Armenia all'Impero bizantino), morto verso il 1076 (fu assassinato dai Bizantini e il corpo fu appeso alle pareti della fortezza di Kyzistra.)

### Ramo in Kars
- Mushegh (figlio di Abas I di Armenia), 962-984
- Abas I (figlio), 984-1029
- Gagik-Abas II (figlio), 1029–1064, m. 1080 [cedette Kars all'Impero] Gli furono date della terra per il suo regno nella Cilicia settentrionale e la città di Amasya.

### Re di Lori (979–1118)
- Gurgen I, figlio di Ashot III (979–989)
- David I Anhoghin (Senzaterra), figlio (989–1048)
- Gurgen II, figlio (1048–1089)
- David II, figlio (1089–1118)

Questa linea dinastica terminò nel 1118 con l'occupazione da parte del Grande Impero selgiuchide. Comunque, i membri della famiglia sopravvissero, pur se con minore importanza, fino a una data più tarda.

### Ramo in Taron
- Bagrat Ishxanats-ishxan, figlio di Ashot Msaker (824–852)
- Ashot, figlio (858–878)
- Davit Arkayik (il Piccolo Re), fratello (878–895, coregnante dall'858)
- Gurgen, figlio (895)

901 occupazione di Sajid 
- Grigor Tornik, nipote di Bagrat Ishxanats-ishxan (898–923)
- Bagrat Pancratius, figlio (923–935)
- Ashot II, fratello (circa 935–965)
- Grigor, figlio (circa 965–968)
- Bagrat, fratelli (coregnanti circa 965–968)

968 a Bisanzio

### Genealogia
- Prince Cyrille Toumanoff, Manuel de généalogie et de chronologie pour l'histoire de la Caucasie Chrétienne (Arménie-Géorgie-Albanie), Edizioni Aquila, Roma, 1976.
- The Families of the Nobility of the Russian Empire, Volume III, Moscow, 1996.

### Storia
- R. H. Hewsen. "Armenia: A Historical Atlas", 2001 ISBN 0-226-33228-4